# Apicia lintearia
Apicia lintearia är en fjärilsart som beskrevs av Achille Guenée 1858. Apicia lintearia ingår i släktet Apicia och familjen mätare. Inga underarter finns listade i Catalogue of Life.